# چهارآسیاب
چهارآسیاب، روستایی از توابع بخش مرکزی شهرستان بهبهان در استان خوزستان ایران است. مردم بومی این روستا قنواتی ها می باشند البته اکنون آسیاب ها تخریب شده .

## جمعیت
این روستا در دهستان حومه قرار دارد و براساس سرشماری مرکز آمار ایران در سال ۱۳۸۵، جمعیت آن ۱۲۸ نفر (۳۱خانوار) بوده‌است.